# 郭月芳
郭月芳（1934年6月—），女，大阪人，中籍日裔教育工作者，1956年来到中国，曾在郑州工学院任教，曾任第六、七、八、九届全国政协委员。